# Макија
Макија је тип густе средоземне жбунасте вегетације, распрострањен у зимзеленој зони Средоземља. Углавном представља секундарну вегетацију насталу после уништавања шуме. Макију образују зимзелени жбунови са склерофилним и ерикоидним листовима, појединачно ниско дрвеће, као и прутолике форме жбунова. Висина макије најчешће не прелази 4 m. 
Макија се развија у оним биотопима који не могу подржати раст високог дрвећа (суве и камените падине оромедитерана), или у областима антропогене деградације природних зимзелених медитеранских шума.
Назив макија потиче од италијанске речи за шикаре (macchia). Типичне макије су управо развијене на обалама Апенинског полуострва, на медитеранским острвима Сицилији, Сардинији и Корзици, као и на јадранским острвима.
У зависности од услова развијају се различити типови макије. Асоцијације које су најбујније развијене су оне у којима се налази зимзелено дрвеће (заступљено у већем или мањем броју), иначе карактеристично за тврдолисне храстове шуме (Arbutus unedo, Pistacia lentiscus, Myrtus communis).
Посебан тип макије представљају асоцијације са доминацијом врста из рода Cistus и тип макије са олеандром (Nerium oleander) распрострањен на обалама потока и речица.
Значај макије као станишта бројних биљних врста је немерљив и стога је у многим деловима Европе заштићена, и има их јако мало.